# Église Sant'Ambrogio della Massima
L'église Sant'Ambrogio della Massima (en français : Église Saint-Ambroise-au-Maxima) est une église romaine située dans le rione de Sant'Angelo sur la via Sant'Ambrogio della Massima. Elle est dédiée à Ambroise de Milan.

## Historique
Les premiers édifices sur le site dateraient du IVe siècle et diverses églises s'y sont succédé au cours des siècles. Elle prend son nom également du cloaca Maxima se déversant dans le Tibre.
Vers 1500, l'église est rénovée et remise aux bénédictins, qui l'ont re-dédiée à saint Ambroise. Giacomo della Porta a ajouté une nouvelle aile en 1578. En 1606, Beatrice de Torres, sœur de l'abbesse, Olympia de Torres, et son frère le cardinal Ludovico de Torres ont chargé Carlo Maderno de redessiner l'église. L'édifice a été reconstruit par Orazio Torriani en incorporant les restes du bâtiment précédent, près du lieu où habitait, selon la tradition catholique, le père d'Ambroise, futur évêque de Milan. L'église a été abandonnée pendant les guerres napoléoniennes, mais a été restaurée sous le pape Pie VII à partir de 1814.
A cette époque, le couvent était habité par des religieuses franciscaines. L'abbesse fondatrice du couvent restauré, Maria Agnese Firrao, est reconnue coupable en 1816 de « fausse sainteté », ou prétendant être une sainte, et a été démise de son poste et emprisonnée. Malgré cela, elle a continué à diriger les activités au couvent via une correspondance clandestine avec des adeptes sur place.
En 1859, la princesse Catherine de Hohenlohe-Waldenbourg-Schillingsfürst, qui avait récemment rejoint le couvent en tant que novice, dénonça ses activités au Saint-Office, accusant la maîtresse des novices Maria Luisa, entre autres, de « transgressions sexuelles, pratiques hérétiques et plans homicides ». Catherine a noté la vénération de Firrao ainsi que de Maria Luisa elle-même ; cette dernière prétendait recevoir des messages de Marie et couchait avec plusieurs novices. D'autres transgressions comprenaient des affaires présumées entre les femmes et les prêtres. Selon Catherine, lorsqu'elle a contesté les pratiques du couvent, elle a été victime d'une tentative d'empoisonnement. Au fur et à mesure que l'enquête progressait, le Vatican a retiré les sœurs du couvent et a envoyé Maria Luisa en « isolement forcé ».
Il est apparu que le prêtre jésuite qui, en tant que « père spirituel » des religieuses, avait l'habitude d'administrer le sacrement de pénitence, avait eu des relations sexuelles avec Maria Luisa. Se faisant appeler Giuseppe Peters, son vrai nom était Joseph Kleutgen, un théologien allemand influent. Il a été reconnu coupable d'hérésie pour avoir encouragé le culte d'Agnese Firrao et condamné à trois ans d'emprisonnement. Le pape Pie IX a réduit la peine à deux ans. Plus tard, Kleutgen a joué un rôle déterminant dans la rédaction du dogme de l'infaillibilité papale. Les détails de l'affaire sont devenus connus lorsqu'ils ont été découverts par des chercheurs en 1976.
En 1861, le pape Pie IX donna le bâtiment à un groupe de moines bénédictins ; ils l'ont adopté pour un collège missionnaire et ont remplacé sa façade lorsqu'elle s'est effondrée l'année suivante. Des autels latéraux ont également été ajoutés à l'église. Après 1870, l'église et le monastère ont été expropriés par l'État italien, mais plus tard l'église et une partie du couvent ont été rendues aux bénédictins. Initialement, le monastère était utilisé comme collège missionnaire pour former des moines pour le travail à l'étranger. L'église est actuellement une abbaye et la maison curiale de la congrégation de Subiaco Mont-Cassin.

## Architecture
L'église est construite sur un plan basilical, avec une coupole au dessus du chœur et deux chapelles de part et d'autre de la nef centrale. Elle possède une fresque représentant une Déposition de la croix, œuvre du peintre Antoniazzo Romano (1430-1508) datant du début du XVIe siècle.

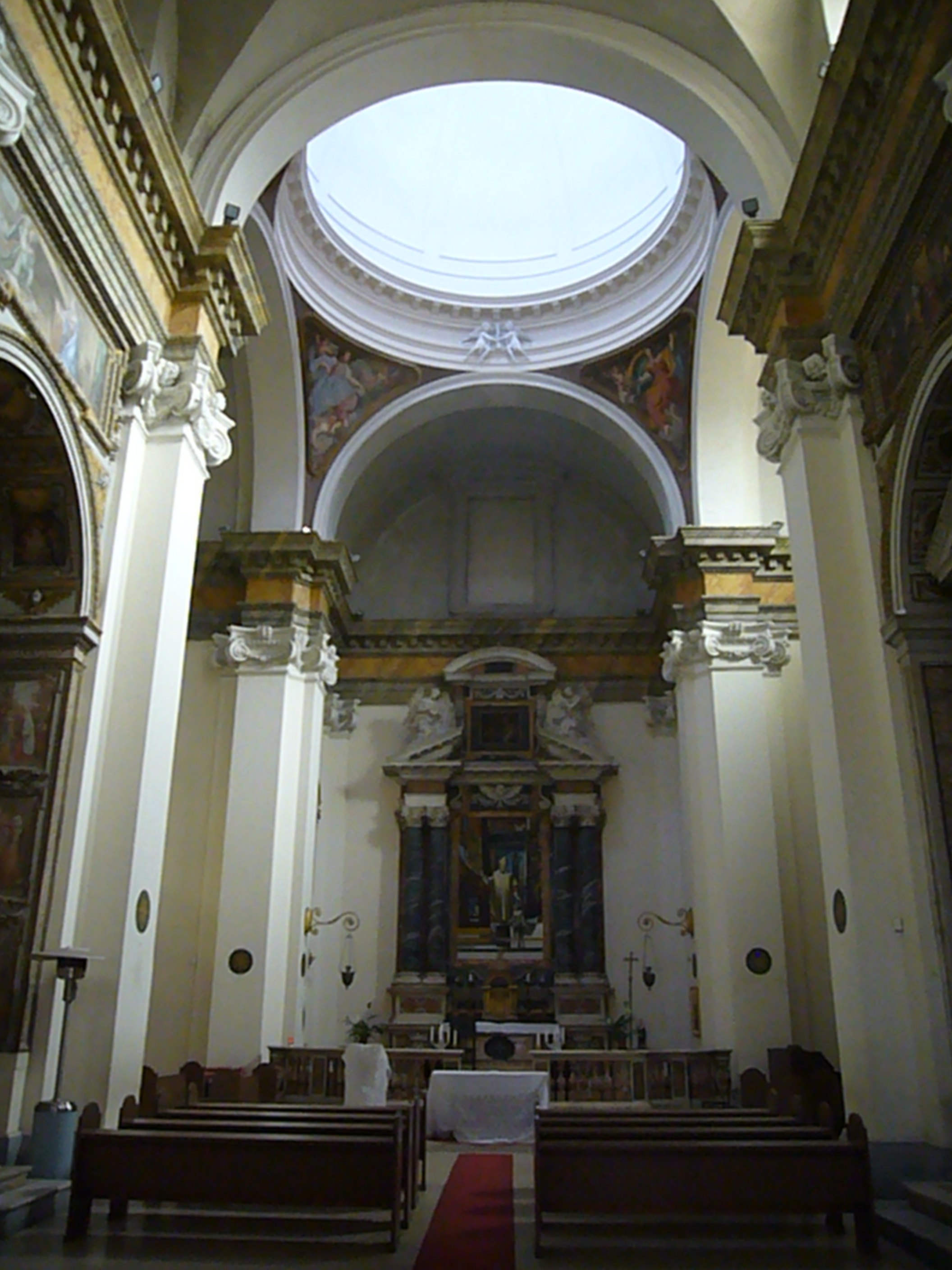
Chœur et maître-autel.
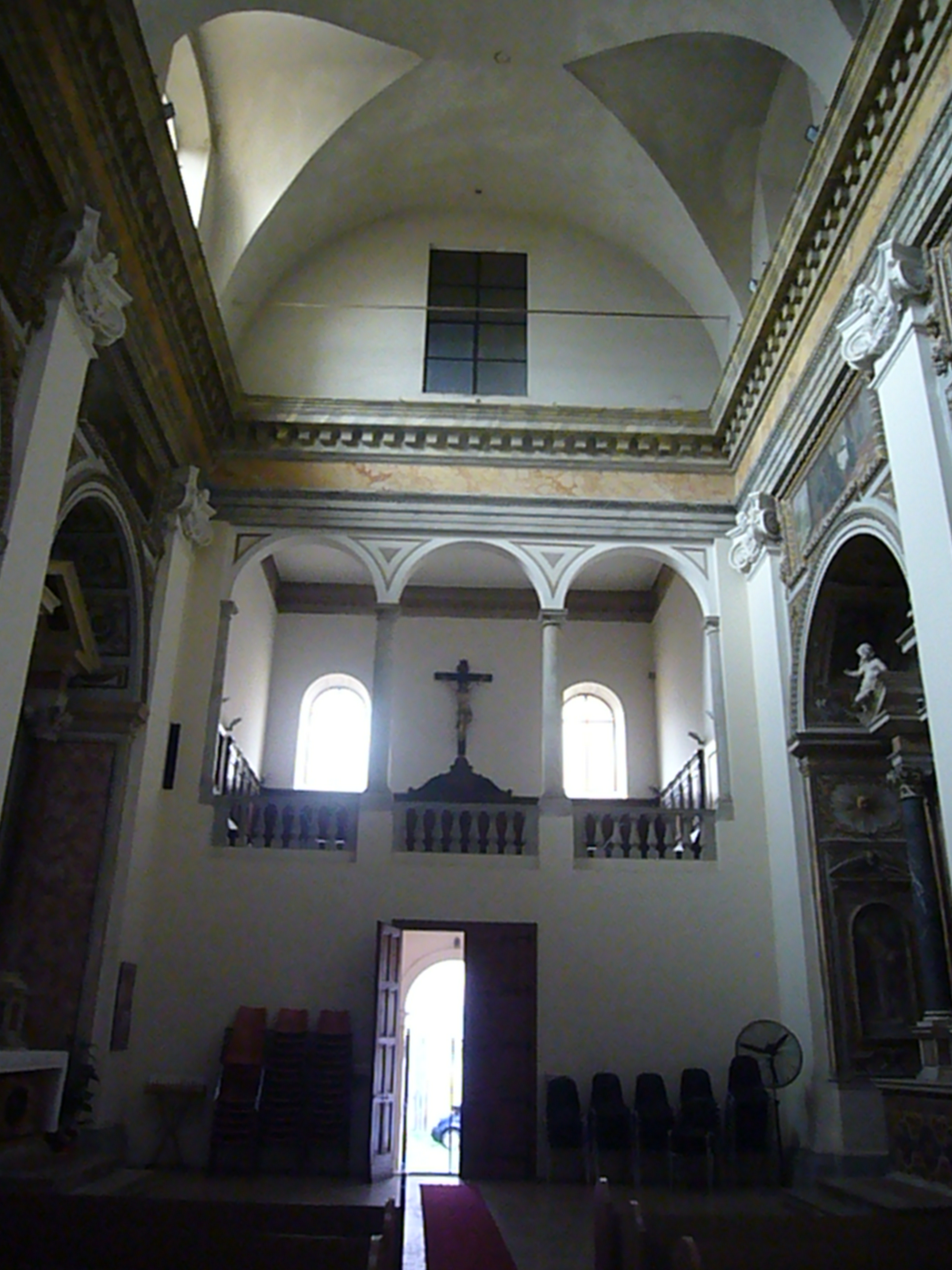
Contre-façade.
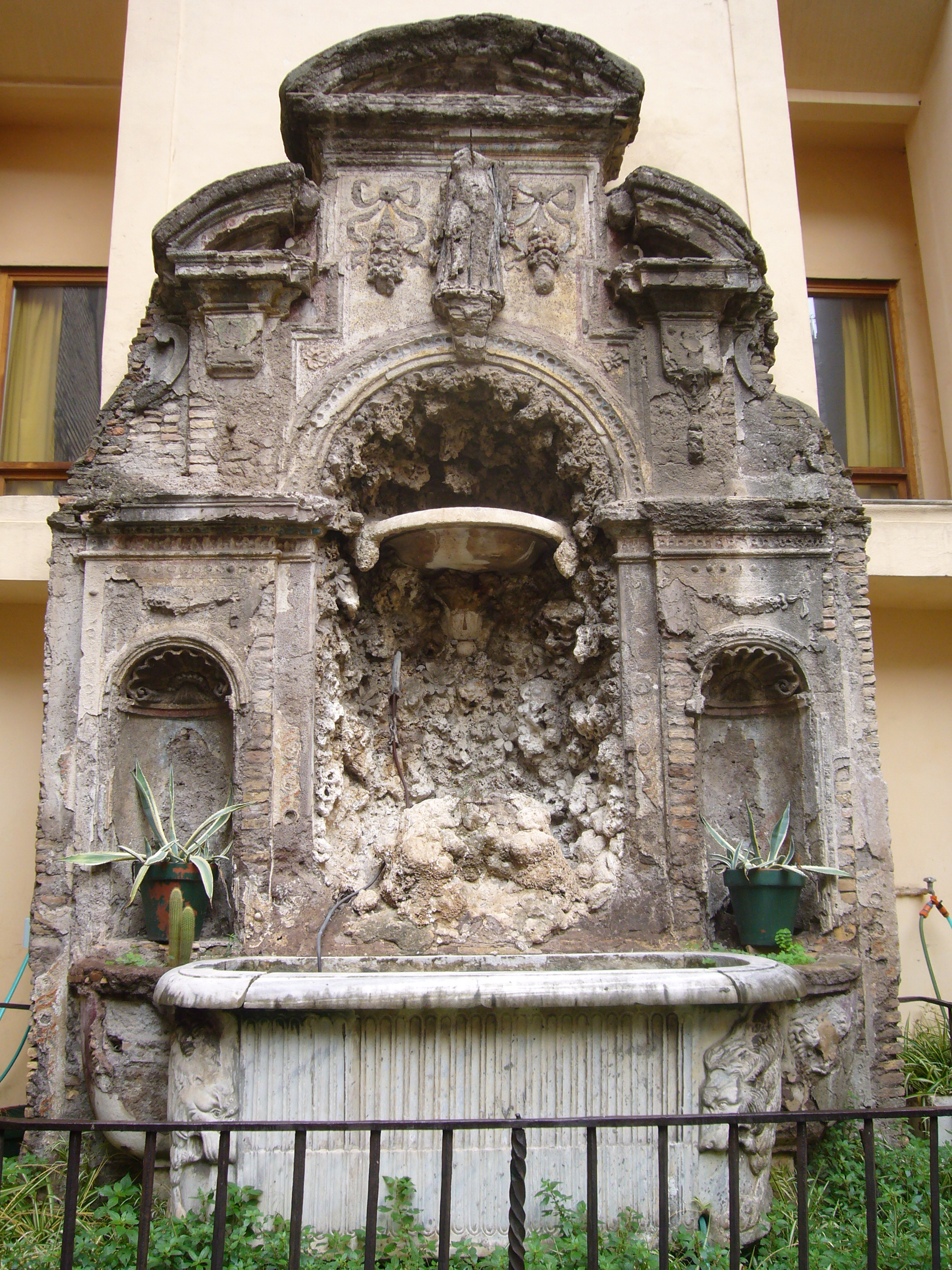
Fontaine de la cour.
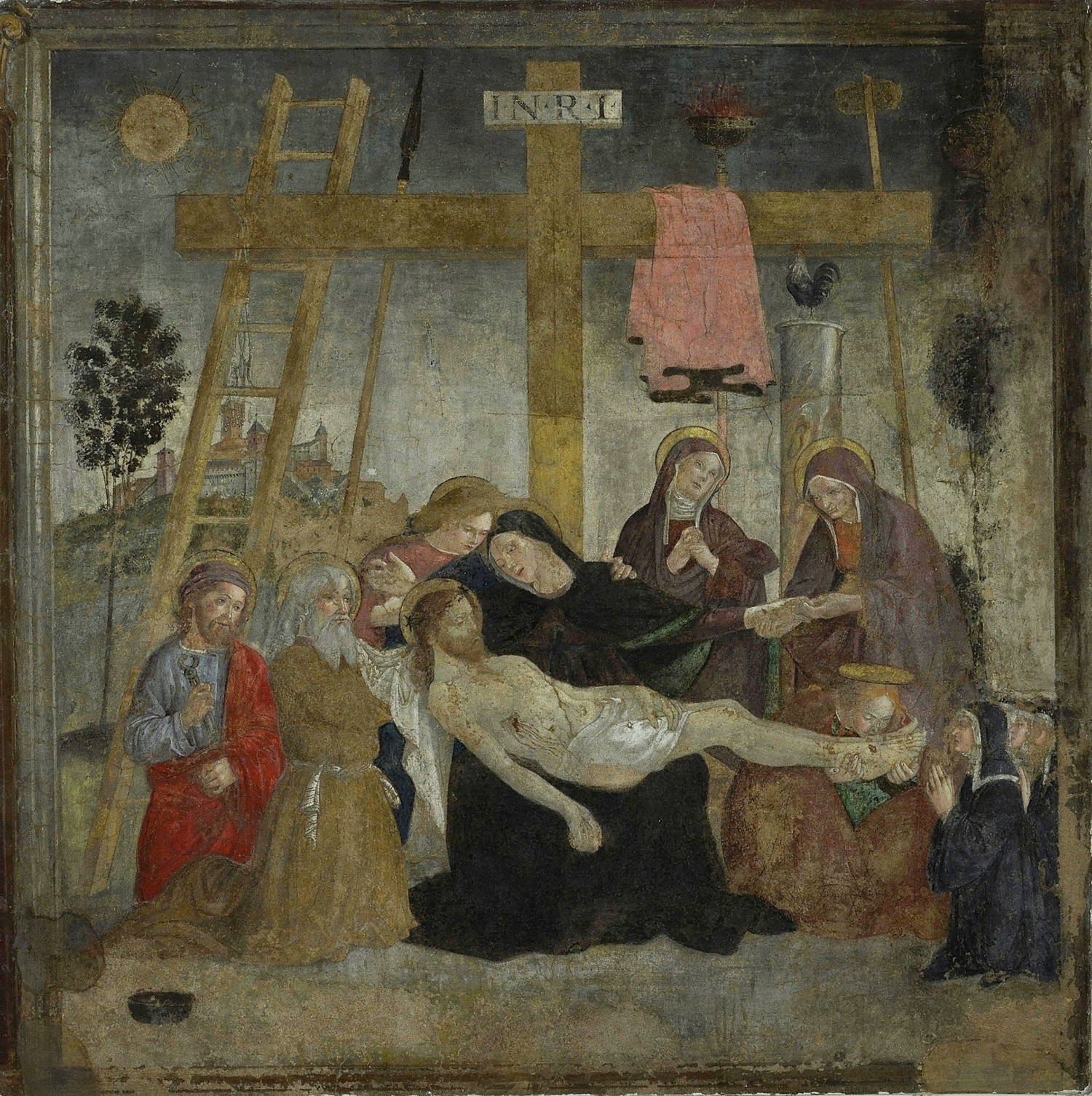
Déposition (ca. 1500) d'Antoniazzo Romano